# Tremarctinae
I Tremarctini o orsi dal muso corto sono una sottofamiglia di Ursidae, oggi rappresentata da una singola specie vivente, l'orso dagli occhiali (Tremarctos ornatus) del Sud America, e che comprende diverse specie estinte appartenenti a quattro distinti generi: l'orso dal muso corto della Florida (Tremarctos floridanus), l'orso dal muso corto nordamericano del genere Plionarctos (P. edensis e P. harroldorum) e Arctodus (A. pristinus e A. simus) e gli orsi dal muso corto giganti sudamericani del genere Arctotherium (A. angustidens, A. vetustum, A. bonariense, A. wingei e A. tarijense). Si pensa che il gruppo abbia avuto origine nel Nord America orientale, durante il Miocene superiore, per poi invadere il Sud America come parte del grande scambio americano.

## Sistematica
Tradizionalmente le relazioni filogenetiche interne dei Tremarctinae mostravano Plionarctos e Tremarctos come gruppi basali rispetto ad un clade di orsi dal muso corta, composto da Arctodus e Arctotherium. Uno studio delle affinità degli orsi appartenenti al genere Arctotherium indica che erano più strettamente correlati all'orso dagli occhiali che ad Arctodus, implicando un'evoluzione convergente per le grandi dimensioni nei due lignaggi.

### Tassonomia
La seguente tassonomia degli orsi dal muso corto segue gli studi di Mitchell et al. (2016):
- Sottofamiglia Tremarctinae (Merriam & Stock, 1925)
  - † Plionarctos (Frick, 1926)
    - † Plionarctos harroldorum (Tedfored & Martin, 2001)
    - † Plionarctos edensis (Frick, 1926)

  - † Arctodus (Leidy, 1854)
    - † Arctodus simus (Cope, 1879)
    - † Arctodus pristinus (Leidy, 1854)

  - † Arctotherium (Burmeister, 1879)
    - † Arctotherium angustidens (Gervais & Ameghino, 1880)
    - † Arctotherium vetustum (Ameghino, 1885)
    - † Arctotherium wingei (Ameghino, 1902)
    - † Arctotherium bonariense (Gervais, 1852)
    - † Arctotherium tarijense (Ameghino, 1902)

  - Tremarctos (Gervais, 1855)
    - † Tremarctos floridanus (Gildey, 1928)
    - Tremarctos ornatus (Cuvier, 1825) – Orso dagli occhiali